# دهان به دهان (فیلم ۲۰۰۵)
دهان به دهان (به انگلیسی: Mouth to Mouth) فیلمی محصول سال ۲۰۰۵ و به کارگردانی آلیسون موری است. در این فیلم بازیگرانی همچون الیوت پیج، مکسول مک‌کیب-لوکوس، آگوست دیل و جیم استرجس ایفای نقش کرده‌اند.